# 伊藤善計
伊藤 善計（いとう よしかず）は、日本の実業家。クノール食品株式会社代表取締役社長を務めた。

## 人物・経歴
長野県松本深志高等学校を経て、東京工業大学卒業後、1983年に味の素に入社。アメリカ味の素副社長、味の素生産統括センター長、味の素理事川崎事業所長兼川崎工場長、川崎工業振興倶楽部会長、川崎温暖化対策推進会議理事などを歴任し、2017年からクノール食品代表取締役社長を務め、味の素パッケージングなどとの経営統合による、味の素食品設立にあたった。2020年味の素アドバイザー。2021年堺化学工業取締役。2023年カンロ取締役。